# Baume du Coudrier
La Baume du Coudrier est une cavité souterraine naturelle découverte le 11 septembre 2011 par un groupe de spéléologues. Située au-dessus de la Reculée des Planches près d'Arbois dans le département du Jura, elle présente un développement de 238 mètres principalement horizontal, et se caractérise par un concrétionnement très dense. La grotte est actuellement fermée, son accès étant réservé à la recherche spéléologique et scientifique.

## Historique
La « Baume du Coudrier » doit son nom a la découverte de son emplacement par Michel Rosa, spéléologue ardéchois. C'est à l'aide d'une baguette de sourcier en noisetier, technique comparable à celle qui permet de détecter l'eau, que le vide est repéré sans autre indice évident apparent[réf. nécessaire]. Une équipe de six spéléologues locaux (Roger Lutz, Antony Pernet, Patrick Guérin, Philippe Ferrey, Gilles Damier et Lucas Damier) entreprennent une désobstruction qui ouvre le passage le 11 septembre 2011. Les explorations de ce réseau modeste mettent néanmoins en évidence un concrétionnement important. 
La commune d'Arbois étant propriétaire des lieux, le maire décide de protéger ce sanctuaire[réf. souhaitée]. Une fermeture sécurisée est posée en mai 2012 et l'accès est réglementé par un arrêté du maire. Une visite est organisée pour la presse le 13 octobre 2012.
L'information paraît au niveau national lors du journal télévisé de France 3, et au niveau local dans les journaux « le Progrès » et « la Voix du Jura ». D'autres médias popularisent cette découverte (radio, journaux) et un article paraît dans la revue « Spéléo Magazine » en décembre 2012.
En décembre 2019 paraît un ouvrage, "La Baume du Coudrier", écrite par Roger Lutz et retraçant toute l'histoire de la découverte, illustré par de nombreuses photos.
Actuellement, l'accès est restreint, réservé principalement à la recherche et à la protection. L'information aux habitants est assurée par le « Cercle Arboisien de Recherches Spéléologiques » à travers des conférences et reportages.

## Description de la cavité
Un puits d'entrée de 12 mètres, situé approximativement au milieu de la grotte, donne accès dans la « Salle du miroir », caractérisée par un grand miroir de faille. À part l'entrée, la grotte est horizontale. 
La première galerie, qui part vers le nord, mesure environ 80 mètres pour une moyenne de 8 mètres de large et 5 mètres de haut. La seconde galerie, derrière un court passage étroit, se dirige vers le sud. Celle-ci mesure environ 120 mètres , mais ses dimensions sont plus petites. La salle du Dragon, de 20 mètres de long, clôture cette seconde partie. 
Tout le long de la grotte, un passage a été sécurisé pour la progression, qui se fait sans bottes ni gants pour ne pas souiller les concrétions, dont certaines sont translucides.

## Géologie
La grotte s'ouvre dans le calcaire bathonien à une altitude de 544 m, juste en bordure de la reculée des Planches, non loin de la ville d'Arbois. 
Les géologues Michel Campy et Vincent Bichet descendent en 2013 et, après calcul, estiment son âge aux alentours de 12 millions d'années, ce qui lui confère le surnom de «Mère de la Cuisance », Cuisance dont la source est actuellement située 150 m plus bas[réf. souhaitée]. 
Par ailleurs, les mêmes géologues observent dans cette grotte des objets d'étude, basés sur des fracturations visibles, témoins de mouvements sismiques anciens.